# Polski Fiat 508/518
Il Polski Fiat 508/518 era un autocarro tattico leggero polacco del periodo interbellico.

## Storia
Alla fine del 1935, l'azienda statale Państwowe Zakłady Inżynierii presentò un prototipo di veicolo fuoristrada leggero, pensato per il traino del cannone anticarro Bofors 37 mm wz. 36 e per il trasporto di munizioni, rifornimenti ed equipaggiamenti. Il prototipo era basato su elementi delle automobili di progettazione italiana Polski Fiat 508 e Polski Fiat 518, che l'azienda già produceva su licenza in Polonia. Le prove cui fu sottoposto il veicolo rivelarono comunque diversi problemi dovuti a difetti costruttivi.
Nel 1936 ripresero i lavori, tesi ad eliminare le criticità del precedente prototipo. Il nuovo modello venne testato dall'azienda e poi dai militari nel 1937, quando entrò in produzione con la denominazione Polski Fiat 508/518.
Il veicolo fu realizzato in diverse varianti. La più conosciuta era quella trattore d'artiglieria PZInż 302, a carrozzeria aperta, sviluppata secondo le indicazioni dell'Ufficio ricerca per le armi corazzate per il traino del cannone da 37 mm wz. 36. Questa variante trasportava 5 militari tra conduttore e serventi del pezzo, oltre a 80 munizioni complete (16 casse da 5 colpi). Il trattore venne assegnato alle unità anticarro ed antiaeree della 10ª Brigata di cavalleria e della Brigata moto-corazzata "Varsavia", oltre che ad alcune speciali unità di cavalleria, fanteria e genio.
L'esercito polacco usò altre varianti del mezzo: una variante da trasporto con cassone, varianti per i reparti radiotelegrafisti equipaggiate con radio e telefoni campali, una versione per le compagnie mitraglieri, progettata per trasportare mitragliatrici come la Ckm wz. 30, che poteva essere impiegata sia da bordo che a terra.
Dopo la sconfitta subita nella campagna di Polonia, parte dei Fiat 508/518 cadde nelle mani dei tedeschi ed in seguito molti di questi vennero incorporati nella Wehrmacht.